# Ugljara
Ugljara je naseljeno mjesto u sastavu općine Orašje, Federacija Bosne i Hercegovine, BiH.

## Zemljopis
Ugljara je selo na sjeveru općine Orašje smješteno između grada Orašja i Donje Mahale. Od rijeke Save zaštićena je nasipom.

## Povijest
Prvi se puta spominje 1752. u matičnoj knjizi krštenih župe Bijela. Po crkvenoj podjeli Ugljara pripada župi Tolisa. U selu je područna crkva posvećena sv. Jurju, mučeniku, čiji se blagdan obilježava 23. travnja. 

## Stanovništvo
Stanovništvo je odvajkada većinsko hrvatsko. Prema popisu iz 1991. Ugljara je brojala 1400 žitelja, dok ih prema popisu iz 2013. tamo živi 1350. Sami sebe nazivaju Ugljarcima iako bi etnik mogao glasiti i Ugljarani. Kućanstava je oko 350.
| Ugljara            |       |                |                |              |
| godina popisa      | 2013. | 1991.          | 1981.          | 1971.        |
| Hrvati             | 1.165 | 1.288 (92,00%) | 1.237 (90,75%) | 947 (95,08%) |
| Srbi               | 12    | 31 (2,21%)     | 55 (4,03%)     | 30 (3,01%)   |
| Muslimani          | 8     | 12 (0,85%)     | 13 (0,95%)     | 10 (1,00%)   |
| Jugoslaveni        | 0     | 47 (3,35%)     | 43 (3,15%)     | 7 (0,70%)    |
| ostali i nepoznato | 20    | 22 (1,57%)     | 15 (1,10%)     | 2 (0,20%)    |
| ukupno             | 1.205 | 1.400          | 1.363          | 996          |

## Poznate osobe
- Mato Neretljak, hrvatski nogometni reprezentativac
- Ljiljana Porobić Afrić, kazališna glumica
- Miro Klaić, bh. nogometni reprezentativac
- Đuro Matuzović, general HVO-a
- dr. sc. fra Zvonko Benković, teolog
- Stjepan Ilija Verković, povijesnik
- Tamara Benković, nogometni trener
- Tado Jurić, znanstvenik
- Ambrozije Benković, katolički svećenik i publicist.

## Šport
- NK Posavac Ugljara, županijski ligaš
- KUD ''Posavac'' Ugljara

## Zanimljivosti
Ugljara je općinski rekorder, a vjerojatno i državni, prema broju domazeta u odnosu na ukupan broj brakova. Trenutačno ih je oko 50.